# Liste der Monuments historiques in Barbizon
Die Liste der Monuments historiques in Barbizon führt die Monuments historiques in der französischen Gemeinde Barbizon auf.

## Liste der Bauwerke
| Bezeichnung                      | Beschreibung                  | Standort              | Kennzeichnung | Schutzstatus | Datum | Bild           |
| -------------------------------- | ----------------------------- | --------------------- | ------------- | ------------ | ----- | -------------- |
| Atelier von Jean-François Millet |                               | 27, Grande-Rue (Lage) | PA00086806    | Inscrit      | 1947  | weitere Bilder |
| Auberge Ganne                    | Erbaut im 18./19. Jahrhundert | 92, Grande-Rue (Lage) | PA00086807    | Inscrit      | 1984  | weitere Bilder |

## Liste der Objekte
- Monuments historiques (Objekte) in Barbizon in der Base Palissy des französischen Kultusministeriums